# Olympic and Commonwealth Games Association of Malawi
Das Olympic and Commonwealth Games Association of Malawi (dt.: Vereinigung für Olympische Spiele und Commomnwealth Games von Mali) ist das Nationale Olympische Komitee von Malawi und verantwortlich für Aktivitäten rund um die Olympischen Spiele und die Commonwealth Games. Es wurde 1968 gegründet und im selben Jahr vom Internationalen Olympischen Komitee anerkannt.
Präsident der Organisation ist derzeit (2025) Jappie Mhango und Captain John Kaputa ist Generalsekretär. Das Hauptquartier befindet sich in Lilongwe.